# Erwin Nathanson
Erwin Nathanson (Yonkers, Nueva York, 1928-5 de abril de 2016) fue un novelista estadounidense. Escribió la novela Doce del patíbulo, publicada en 1965 y que se hizo famosa a raíz de la adaptación cinematográfica que en 1967 realizó Robert Aldrich. Además de esta novela publicó Caballeros de la Cruz y Una sucia guerra distante.